# Michael Stickeln
Michael Stickeln (* 14. Oktober 1968 in Warburg) ist ein deutscher Politiker (CDU). Er war von 2004 bis 2020 hauptamtlicher Bürgermeister der nordrhein-westfälischen Hansestadt Warburg. Seit November 2020 ist er Landrat des Kreises Höxter.

## Leben
Michael Stickeln besuchte die Hauptschule Warburg und erlangte dort 1985 die Fachoberschulreife, danach besuchte er das Johann-Conrad-Schlaun-Berufskolleg. Anschließend machte er eine Ausbildung zum Verwaltungsfachangestellten bei der Stadt Warburg, die er 1989 abschloss. Seine Fachhochschulreife machte er 1990 am Ludwig-Erhard-Berufskolleg in Paderborn. An der im Jahre 2000 aufgelösten Abteilung Soest der Fachhochschule für öffentliche Verwaltung Nordrhein-Westfalen diplomierte er 1993 als Diplom-Verwaltungswirt (FH). Die Studienbegleitung fand bei der Stadt Warburg statt. Für die Stadt Warburg war er bis 1998 tätig, zuletzt als Stadtoberinspektor. Von dort wechselte er als Hauptamtsleiter zur hessischen Nachbarstadt Warburgs Volkmarsen, wo er vier Monate später zusätzlich kaufmännischer Leiter der Stadtwerke Volkmarsen wurde. Zwischendurch hatte er in einem Abendstudium an der Verwaltungs- und Wirtschaftsakademie in Kassel von 1996 bis 1999 einen Abschluss als Betriebswirt (VWA) gemacht. Von 2002 bis 2005 war er nebenamtlich Dozent für Betriebswirtschaftslehre und Rechnungswesen am Verwaltungsseminar des Hessischen Verwaltungsschulverbandes in Kassel.

## Politischer Werdegang
1986 trat Michael Stickeln in die Junge Union Warburg ein. Dort war er stellvertretender Vorsitzender des Ortsverbandes, dann Mitglied des Kreisvorstandes der Jungen Union im Kreis Höxter, dann Landesdelegierter der Jungen Union NRW. 1987 trat er in den CDU-Ortsverband Dössel ein. Seit 2010 ist er Vorsitzender der CDU Dössel.
Bürgermeister der Stadt Warburg wurde er 2004 als Nachfolger von Walter Hellmuth (CDU). Michael Stickeln setzte sich mit 69,4 Prozent der Stimmen gegen den SPD-Kandidaten Josef Kremper durch. Im Wahlbezirk Dössel erhielt Stickeln 91,3 Prozent. Bei der Bürgermeisterwahl im Rahmen der Kommunalwahlen 2009 wurde er mit 89,51 Prozent der Stimmen ohne Gegenkandidaten wiedergewählt, 2014 erhielt er 75,4 Prozent der gültigen Stimmen. Am 22. März 2019 gab Michael Stickeln in einer persönlichen Erklärung seine Entscheidung bekannt, dass er nach Ablauf der Legislaturperiode im Jahr 2020 nicht mehr erneut als Kandidat für das Bürgermeisteramt der Hansestadt Warburg zur Verfügung steht. Sein Nachfolger in Warburg wurde Tobias Scherf (CDU).
Nach einstimmiger Nominierung durch den CDU-Kreisvorstand wurde Michael Stickeln am 20. Juni 2020 zum Landratskandidaten der CDU im Kreis Höxter gewählt. Bei den Kommunalwahlen 2020 setzte sich Michael Stickeln als Nachfolger von Friedhelm Spieker mit 72,94 Prozent als Landrat des Kreises Höxter durch. 

## Ehrenamtliches Engagement
- 1. Vorsitzender des Musikvereines Dössel (bis 2017)[5],
- Verbandsvorsteher des Sparkassenzweckverbandes der Sparkasse Höxter,
- Verbandsvorsteher des Volkshochschul-Zweckverbandes Diemel-Egge-Weser
- Vorsitzender der Gesellschafterversammlung der BBSW Energie GmbH (einem Zusammenschluss der Stadtwerke von Beverungen, Borgentreich, Steinheim und Warburg).
- Vertreter des Rietberger Bürgermeisters André Kuper und später der Kämmerin von Delbrück im Ausschuss für Finanzen und Kommunalwirtschaft des Städte- und Gemeindebund Nordrhein-Westfalen[6]
- Verbandsvorsteher des Diemelwasserverbandes
- Mitglied des Kuratoriums der Ostwestfalen Akademie aus Borgentreich-Bühne.

## Auszeichnungen
- 2008 Helferzeichen in Gold mit Kranz der Bundesanstalt des Technischen Hilfswerkes als einer der ersten Nichtmitglieder des THW in Deutschland[7]
- 2010 Titgenburger-Schild des Meister- und Gewerbevereines Warburg.
- 2020 Deutsche Feuerwehr-Ehrenmedaille des DFV